# Isoetes stephanseniae
Isoetes stephanseniae är en kärlväxtart som beskrevs av John Firminger Duthie. Isoetes stephanseniae ingår i släktet braxengräs, och familjen Isoetaceae. Inga underarter finns listade i Catalogue of Life.